# Bertrand Ier (évêque de Magelonne)
Pour les articles homonymes, voir Bertrand Ier.
Bertrand Ier était évêque de Maguelone au milieu du XIe siècle.

## Biographie
Bertrand Ier succède à Arnaud Ier vers 1060. Il souscrit à divers actes, en particulier les droits que possédait Pierre Ier de Melgueil sur les redevances qu'il percevait pour les navires accostant au port de Maguelone,.

En 1080, il est déposé de sa charge d'évêque, accusé de simonie,.